# Чемпионат Европы по академической гребле 1972
Чемпионат Европы по академической гребле 1972 года прошёл с 10 по 13 августа в городе Бранденбург (ГДР). В нём приняли участие женские экипажи из 20 стран, которые разыграли награды в 5 дисциплинах. Чемпионат Европы по академической гребле среди мужчин в этом году не проводился, в конце августа и начале сентября они соревновались на Олимпийских играх в Мюнхене.

## Медалисты
| Дисциплина | Золото | Золото  | Серебро | Серебро | Бронза | Бронза  |
| ---------- | --- | ------- | --- | ------- | --- | ------- |
| W1x        | Нидерланды · Ингрид Муннеке | 3:59,02 | Франция · Анник Антуан | 4:01,78 | ГДР · Анита Кульке | 4:05,25 |
| W2x        | СССР · Галина Суслина · Елизавета Кондрашина | 3:42,42 | Нидерланды · Трюс Бауэр · Катарина ван Аккерен | 3:44,08 | Франция · Мари-Клер Барнье · Рене Камю | 3:44,18 |
| W4x+       | Румыния · Теодора Бойку · Мария Микша · Иляна Немет · Марьоара Сынгьорзан · Мария Гиацэ (р)                                                                       | 3:31,82 | СССР · Вера Фёдорова · Ада Тимофеева · Раиса Коротаева · Вера Никольская · Людмила Аржаковская (р)                                                                          | 3:32,68 | ФРГ Уте Майер Марлис Майер Марлис Шетце Карола Кляйншмидт Ренате Грюнке (р)                                                                          | 3:36,70 |
| W4+        | СССР · Нина Быстрова · Евдокия Рябова · Нина Абрамова · Нина Филатова · Зоя Миронова (р)                                                                          | 3:41,32 | ГДР · Ренате Шленциг · Сабина Дене · Ангелика Ноак · Розель Ниче · Гудрун Апельт (р)                                                                                        | 3:44,69 | Нидерланды · Лисбет де Брюин · Паулине Лёйненбург · Мирьям Стинман · Ивонне Якоби · Ивонне Виссрапер (р)                                             | 3:46,50 |
| W8+        | СССР · Елена Морозова · Татьяна Петрова · Зоя Ситникова · Елена Швачко · Анна Пасоха · Надежда Бондарева · Валентина Куликова · Алла Кулешова · Лидия Крылова (р) | 3:18,53 | Румыния · Екатерина Транчовяну · Вьорика Линкару · Елена Опря · Кристель Вьенер · Флорика Петку · Элена Гавлук · Марьоара Константин · Джорджета Алексе · Анета Сьебург (р) | 3:20,67 | ГДР · Уте Бар · Мария Нотбом · Зюзанне Спитцер · Марита Яшке · Сабине Шульц · Моника Миттенцвай · Регине Форкель · Ирмхильд Шульц · Кристине Рёш (р) | 3:21,17 |

## Командный зачёт
| Место | Страна     | Золото | Серебро | Бронза | Всего |
| ----- | ---------- | ------ | ------- | ------ | ----- |
| 1     | СССР       | 3      | 1       | 0      | 4     |
| 2     | Нидерланды | 1      | 1       | 1      | 3     |
| 3     | Румыния    | 1      | 1       | 0      | 2     |
| 4     | ГДР        | 0      | 1       | 2      | 3     |
| 5     | Франция    | 0      | 1       | 1      | 2     |
| 6     | ФРГ        | 0      | 0       | 1      | 1     |
| Всего | Всего      | 5      | 5       | 5      | 15    |

 Страна — хозяйка соревнований